# Pygmékungsfiskare
Pygmékungsfiskare (Ispidina picta) är en fågel i familjen kungsfiskare inom ordningen praktfåglar.

## Utseende och läte
Pygmékungsfiskaren är som namnet avslöjar en mycket liten kungsfiskare, med praktfull fjäderdräkt i blått och orange. Noterbart är orangefärgat ansikte med en lilafärgad teckning på kinden och smal mörkblå hjässa. Den liknar malakitkungsfiskaren, men är ännu mindre och har mer orange i ansiktet. Även dvärgkungsfiskaren är mycket lik, men pygmékungsfiskaren har mörk hjässa.

## Utbredning och systematik
Pygmékungsfiskaren förekommer i stora delar av Afrika söder om Sahara. Den delas in i tre underarter med följande utbredning:
- picta-gruppen
  - Ispidina picta picta – förekommer i Senegal och Gambia till Etiopien, Uganda, södra Kenya och Pemba
  - Ispidina picta ferrugina – regnskog i Sierra Leone till Kongoflodens bäcken och västra Uganda
- Ispidina picta natalensis – Angola till södra Moçambique och Sydafrika

## Levnadssätt
Pygmékungsfiskaren hittas i undervegetation i skogslandskap och buskage, i högre liggande terräng än malakitkungsfiskaren. Trots fjäderdräkten är den svår att få syn på där den sitter blickstilla under långa perioder för att plötsligt göra utfall mot ett byte.

## Status och hot
Arten har ett stort utbredningsområde, men tros minska i antal, dock inte tillräckligt kraftigt för att den ska betraktas som hotad. Internationella naturvårdsunionen IUCN listar arten som livskraftig (LC).